# پلنگ
پلنگ (نام علمی: Panthera pardus) جانوری از زیرراستهٔ گربه‌سانان و خانوادهٔ گربه‌ایان است که پس از پلنگ برفی کوچک‌ترین گونه در میان پنج گونه گربهٔ بزرگ در سردهٔ پلنگ‌مانندها است که ببر، شیر و جگوار به ترتیب سه گونهٔ بزرگ‌تر آنند.
زیستگاه پلنگ در گذشته از آفریقای جنوبی تا کره را در بر می‌گرفت و این جانور در سراسر آفریقا و جنوب آسیا پراکنده بود. اما تخریب زیستگاه و شکار، قلمرو این جانور را به شدت کاهش داده و امروزه بیشترین تراکم پلنگ‌ها در آفریقای جنوب صحرا است. اتحادیه بین‌المللی حفاظت از طبیعت این جانور را با توجه به کاهش جمعیت و کاهش محدودهٔ زندگی آن در فهرست گونه‌های آسیب‌پذیر قرار داده است. با این همه اما جمعیت پلنگ از جمعیت دو خویشاوند نزدیکش یعنی شیر و ببر بیشتر است و وضعیت حفاظتی بهتری دارد.
پلنگ اکنون به‌طور محلی در هنگ کنگ، سنگاپور، کره جنوبی، اردن، مراکش، توگو، امارات متحده عربی، ازبکستان، لبنان، موریتانی، کویت، سوریه، لیبی، تونس و به احتمال زیاد در کره شمالی، گامبیا، لائوس، لسوتو، تاجیکستان، ویتنام و فلسطین منقرض شده است. این جانور اکنون تنها در ۲۵ درصد گسترهٔ جهانی تاریخی خود وجود دارد.
قدمت نخستین فسیل پلنگ یافت‌شده در کاوش‌ها در اروپا ۶۰۰۰۰۰ سال تخمین زده می‌شود که قدمت آن به اواخر پلیستوسن پیشین می‌رسد. فسیل پلنگ همچنین در ژاپن و سوماترا یافت شده است.

## ویژگی‌ها

### اندازه
پلنگ در مقایسه با دیگر گربه‌سانان، پاهایی کوتاه، بدنی کشیده و جمجمه‌ای بزرگ دارد. این جانور، دارای دودیسی جنسی است و نرها، بزرگ‌تر و سنگین‌تر از ماده‌ها هستند. این جانوران، بر اساس نوع زیرگونه، زیستگاه و منطقهٔ جغرافیایی، اندازهٔ متفاوتی دارند اما به‌طور کلی، ارتفاع یک پلنگ نر تا شانه، ۶۰ تا ۷۰ سانتی‌متر و در ماده‌ها ۵۷ تا ۶۳ سانتی‌متر است. طول بدن پلنگ‌ها از سر تا دُم، ۹۰ تا ۱۹۶ سانتی‌متر، طول دُم بلند آن‌ها ۶۶ تا ۱۰۲ سانتی‌متر است. وزن پلنگ نر، ۱۰۰ تا ۲۰۰ کیلوگرم و در ماده‌ها ۳۰ تا ۸۰ کیلوگرم است. حداکثر وزن ثبت‌شدهٔ یک پلنگ وحشی در جنوب آفریقا، حدود ۹۶ کیلوگرم (۲۱۲ پوند) و اندازهٔ آن ۲۶۲ سانتیمتر (۸ فوت ۷٫۱ اینچ) بود. یک پلنگ هندی که در سال ۲۰۱۶ در هیماچال پرادش کشته شد، ۲۶۱ سانتیمتر (۸ فوت ۶٫۸ اینچ) طول و حدود ۷۸٫۵ کیلوگرم (۱۷۳٫۱ پوند) وزن داشت؛ این مورد، احتمالاً بزرگ‌ترین پلنگ وحشی شناسایی‌شده در هند بود.

## زیست‌شناسی
موفقیت بالای این گونه در حیات وحش تا حدی به قابلیت‌های شکارگری فرصت‌طلبانه‌اش، انطباق‌پذیری‌اش با زیستگاه‌های مختلف، امکان دویدن با سرعت ۵۸ کیلومتر در ساعت، توانایی بی‌نظیرش در بالارفتن از درخت حتی در حالی که لاشهٔ بزرگی را با خود حمل می‌کند و همچنین توانایی شناخته‌شده‌اش در حرکت پنهانی مربوط می‌شود. پلنگ بعد از جگوار، دومین گربه بزرگ است که می‌تواند شکارهایی بزرگ‌تر از جثه خودش را به بالای درخت بکشاند. پلنگ به صورت انفرادی زندگی می‌کند و در مناطقی که احساس آرامش داشته باشد، روز و شب در حال فعالیت است، ولی در جاهایی که احساس خطر کند، شب‌ها، آن هم با احتیاط ظاهر می‌شود. پلنگ‌ها دارای قلمرو هستند و محدودهٔ آن را به وسیلهٔ ادرار خود، مشخص می‌کنند. در شرایط عادی، پلنگ، آرام و با وقار حرکت می‌کند. ولی به راحتی می‌تواند سرعت خود را به ۶۰ کیلومتر در ساعت افزایش دهد. پلنگ قادر است شش متر به صورت افقی و سه متر به حالت عمودی بپرد.

## تغذیه
پلنگ تقریباً از هر جانوری که بتواند شکار کند تغذیه می‌کند و از حشراتی چون سوسک و ملخ تا بزرگ‌ترین پستانداران در فهرست طعمه‌های آن قرار دارند، در صورت پیدا نکردن شکار لاشه‌خواری هم می‌کنند. شکار اصلی آن‌ها پستانداران متوسط‌جثه (وزن بین ۲۰ تا ۸۰ کیلو) است. بزرگ‌ترین شکاری که از یک پلنگ، ثبت شده شکار یک گاو کوهی معمولی ۹۰۰ کیلویی به دست یک پلنگ نر آفریقایی بوده است. اما آن‌ها هم معمولاً به سراغ جانوران بسیار بزرگ نمی‌روند. پلنگ‌ها در اکثر مناطق با شکارچیان دیگری همچون ببر، شیر، کفتار راه‌راه و کفتار خال‌دار، خرس قهوه‌ای، گرگ، سگ وحشی آسیایی و سگ وحشی آفریقایی و یوزپلنگ هم‌بوم هستند و رقابت بین‌گونه‌ای میان آن‌ها وجود دارد. در این شرایط ممکن است آن‌ها طعمهٔ همدیگر را بدزدند یا توله‌های همدیگر را بکشند. اما معمولاً با انتخاب نوع شکارهای متفاوت و پرهیز از مناطق اصلی محل حضور شکارچیان دیگر از درگیری اجتناب می‌کنند. شدیدترین رقابت در مناطقی است که پلنگ و ببر زیستگاه مشترکی دارند. در این شرایط معمولاً پلنگ‌ها به سراغ طعمه‌های کوچک‌تر می‌روند و در مناطقی که ببر جمعیت بیشتری دارد جمعیت پلنگ کمتر است.
پلنگ برای شکار عمدتاً به حس شنوایی و بینایی قدرتمند خود وابسته است و در بیشتر مناطق، عمدتاً در شب شکار می‌کند. آن‌ها اما در جنگل‌های غرب آفریقا و پارک ملی Tsavo، در حال شکار در روز مشاهده شده‌اند. آن‌ها معمولاً روی زمین شکار می‌کنند اما در سرنگتی، مشاهده شده است که پلنگ‌ها با کمین و سپس پریدن بر روی طعمه از روی درختان، به شکار پرداخته‌اند.

## زیستگاه

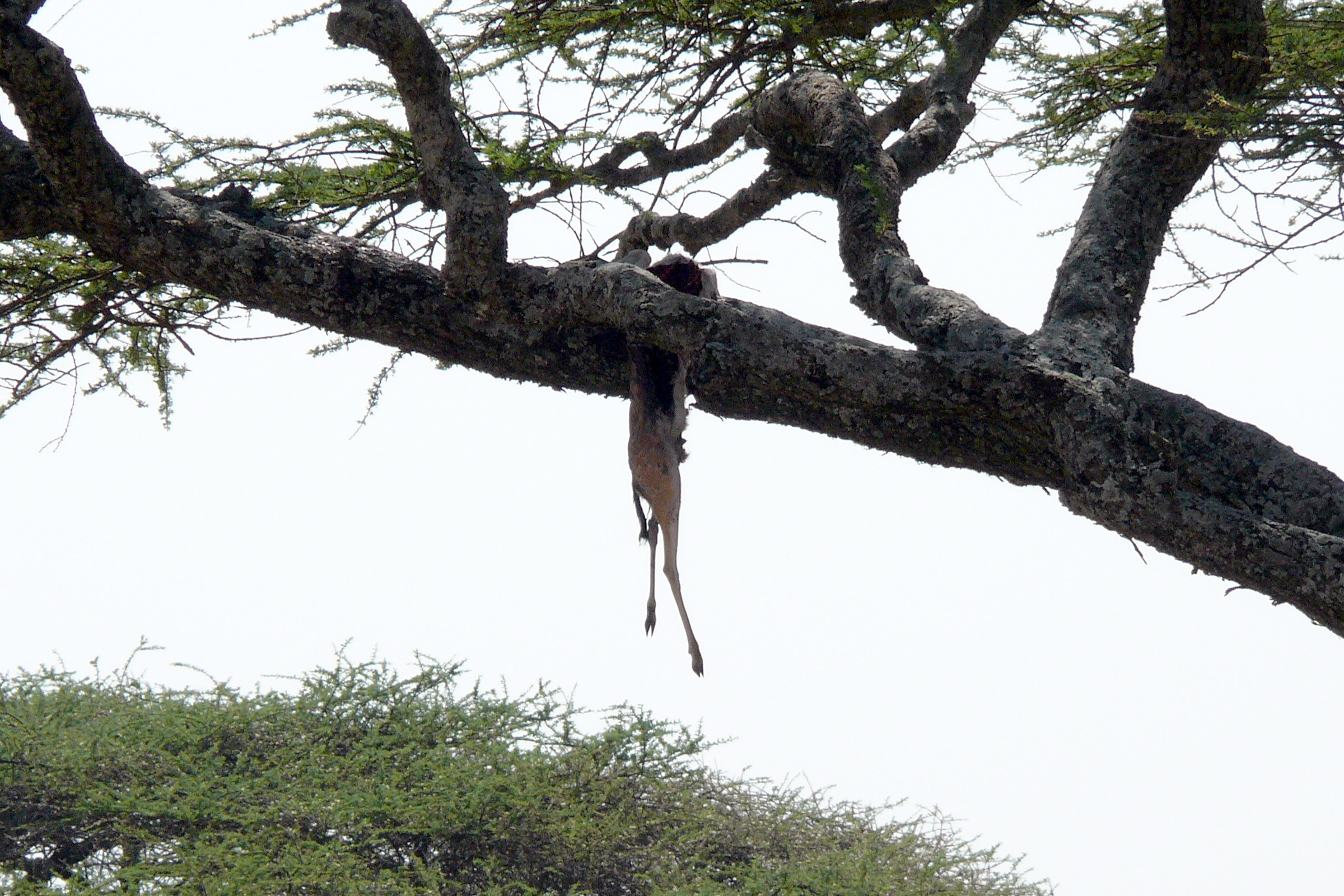
طعمه پلنگ

پلنگ‌ها بیشترین پراکندگی و گسترش را در میان تمامی گربه‌های وحشی دارند. که در مناطقی گسترده در آفریقا، قفقاز و آسیا یافت می‌شوند، اگرچه جمعیت آن تکه‌تکه شده و مساحت زیستگاه آن‌هارو به کاهش است. این جانور در شمال آفریقا منقرض‌شده در نظر گرفته می‌شود. منطقهٔ زیست پلنگ‌ها عمدتاً شامل ساوانا، جنگل‌های بارانی و علفزارها، درختزارها، جنگل‌های دست‌نخورده و دور از فعالیت‌های انسانی است. با این وجود، همچنان پتانسیل قابل‌توجهی برای تعارض انسان و پلنگ به‌دلیل احتمال شکار دام‌های اهلی توسط پلنگ، وجود دارد.

## تولید مثل و چرخهٔ زندگی
پلنگ‌ها مثل بیشتر گربه‌سانان دیگر، زندگی انفرادی دارند و فقط در فصل جفت‌گیری کنار هم هستند. آن‌ها قلمرویی را برای خود مشخص کرده و به‌شدت برای حفظ آن تلاش می‌کنند. قلمرو پلنگ‌های نر بین ۳۰ تا ۷۸ کیلومتر مربع و قلمرو پلنگ‌های ماده، حدود ۱۵ کیلومتر مربع گزارش شده است. در یک مطالعه در نامیبیا قلمروهای بسیار وسیع تا حد ۳۰۰ کیلومتر مربع گزارش شده است. ممکن است قسمتی از قلمرو پلنگ‌های نر و ماده با یکدیگر مشترک باشد. در یک مطالعه در ساحل عاج مشخص شد، که قلمرو یک پلنگ ماده کاملاً داخل قلمرو یک پلنگ نر است. اما تداخل در قلمرو پلنگ‌های هم‌جنس، معمولاً اتفاق نمی‌افتد.
در برخی مناطق، پلنگ‌ها در تمام طول سال، جفت‌گیری می‌کنند. در منچوری و سیبری، آن‌ها در ژانویه و فوریه جفت‌گیری می‌کنند. چرخه فحلی ماده‌ها حدود ۴۶ روز و دورهٔ آبستنی ۹۰ تا ۱۰۵ روز طول می‌کشد و معمولاً ۲ تا ۴ توله متولد می‌شوند. مرگ‌ومیر توله‌ها در طول سال نخست، ۴۱ تا ۵۰ درصد، برآورد می‌شود. ماده‌ها در غار، شکافی در میان صخره‌ها یا درختان توخالی، توله‌ها را به دنیا می‌آورند. توله‌ها با چشمان بسته به دنیا می‌آیند که ۴ تا ۹ روز پس از تولد، باز می‌شوند. خز توله‌ها نسبت به بزرگسالان بلندتر و ضخیم‌تر است. رنگ پوشش بدن آن‌ها نیز بیشتر خاکستری و تیره است و لکه‌های کم‌رنگ‌تری دارند. توله‌ها در حدود سه‌ماهگی، شروع به پیروی از مادر خود در هنگام شکار می‌کنند. در سن یک‌سالگی، توله‌ها احتمالاً می‌توانند از پسِ خود برآیند، اما برای ۱۸ تا ۲۴ ماه در کنار مادر خود، می‌مانند. متوسط طول عمر معمول یک پلنگ در طبیعت، ۱۲ تا ۱۷ سال است. مسن‌ترین پلنگ ثبت‌شده، یک پلنگ ماده بود که ۲۴ سال و ۲ ماه و ۱۳ روز عمر داشت.

### پلنگ‌های دورگه
در سال ۱۹۵۳، یک پلنگ نر و یک شیر ماده، در پارک هانشین در نیشینومیای ژاپن با هم جفت‌گیری کردند. فرزندان دورگهٔ آن‌ها با نام پلنشیر در سال‌های ۱۹۵۹ و ۱۹۶۱ متولد شد. همهٔ توله‌ها خال‌دار و بزرگ‌تر از توله پلنگ‌ها بودند. تلاش برای جفت‌گیری یک پلنگ با یک ببر ناموفق بوده است.

### تنوع رنگی

یک پلنگ سیاه

پلنگ سیاه یا پلنگ مبتلا به ملانیسم، حاصل یک آلل مغلوب است که به‌عنوان یک صفت مغلوب به ارث می‌رسد. از جفت‌گیری پلنگ‌های سیاه، تعداد زاده‌های کمتری در مقایسه با پلنگ‌های طبیعی، حاصل می‌شود. پلنگ‌های سیاه، بیش از همه در جنگل‌های گرمسیری و نیمه‌گرمسیری مانند جنگل‌های بارانی استوایی شبه‌جزیره مالایی و جنگل‌های بارانی استوایی در دامنه‌های برخی از کوه‌های آفریقا مانند کوه کنیا رایج هستند.
در هند، ۹ پلنگ بی‌رنگ و سفید بین سال‌های ۱۹۰۵ و ۱۹۶۷ گزارش شده است. پلنگ‌هایی که دارای اریتریسم بودند بین سال‌های ،۱۹۹۰ تا ۲۰۱۵ در منطقهٔ حفاظت‌شدهٔ مادیکوِه در آفریقای جنوبی و در امپومالانگا ثبت شدند. علت این چندریختی، به‌خوبی شناخته نشده است.

## در ادبیات فارسی
پلنگ می‌آید، هَف‌هفتا پلنگ و شیش‌تا، پلنگ لَنگ‌لنگان می‌آید، هَف‌هفتا پلنگ و شیش‌تا، ولی پلنگ دیگر نمی‌آید.— مرتضی میرحسینی (شهپر)
خیال خام پلنگ من به سوی ماه پریدن بود، و ماه را ز بلندایش به روی خاک کشیدن بود، پلنگ من دل مغرورم پرید و پنجه به خالی زد، که عشق ماه بلند من ورای دست رسیدن بود— حسین منزوی
 به دریا نهنگ و به خشکی پلنگ   ورا کس ندیدی گریزان ز جنگ— فردوسی

## زیرگونه‌ها
۹ زیرگونهٔ زنده از پلنگ در سراسر دنیا وجود دارد:
- پلنگ آفریقایی (P. pardus pardus)، آفریقای جنوب صحرا - پرشمارترین زیرگونهٔ پلنگ
- پلنگ هندی (P. pardus fusca)، شبه‌قاره هند، میانمار و جنوب تبت.[۳۹] دومین زیرگونه پرجمعیت پلنگ
- پلنگ عربی (P. pardus nimr)، شبه‌جزیره عربستان و منقرض‌شدهٔ محلی در شبه‌جزیره سینا. این زیرگونه، کم‌تعدادترین زیرگونه از پلنگ‌هاست.[۴۰]
- پلنگ هندوچینی (P. pardus delacouri)، جنوب شرق آسیا
- پلنگ جاوه (P. pardus delacouri)، جاوه، اندونزی
- پلنگ شمال چینی (P. pardus japonensis)، شمال چین
- پلنگ ایرانی (P. pardus saxicolor)، آسیای مرکزی، قفقاز، هندوکش و فلات ایران. این گونه، در خطر انقراض است.[۴۱]
- پلنگ سری‌لانکایی (P. pardus kotiya)، سری‌لانکا
- پلنگ آمور (P. pardus orientalis)، خاور دور روسیه و شمال چین و به‌طور محلی در شبه‌جزیره کره، منقرض شده است.
- پلنگ کامتال (P. pardus kamtal)، علمدار رشته کوه‌های کامتال.
- گربه‌سان دیگری به نام پلنگ برفی با نام علمی Uncia uncia نیز وجود دارد که با وجود شباهت ظاهری با پلنگ یک گونه مستقل محسوب می‌شود.

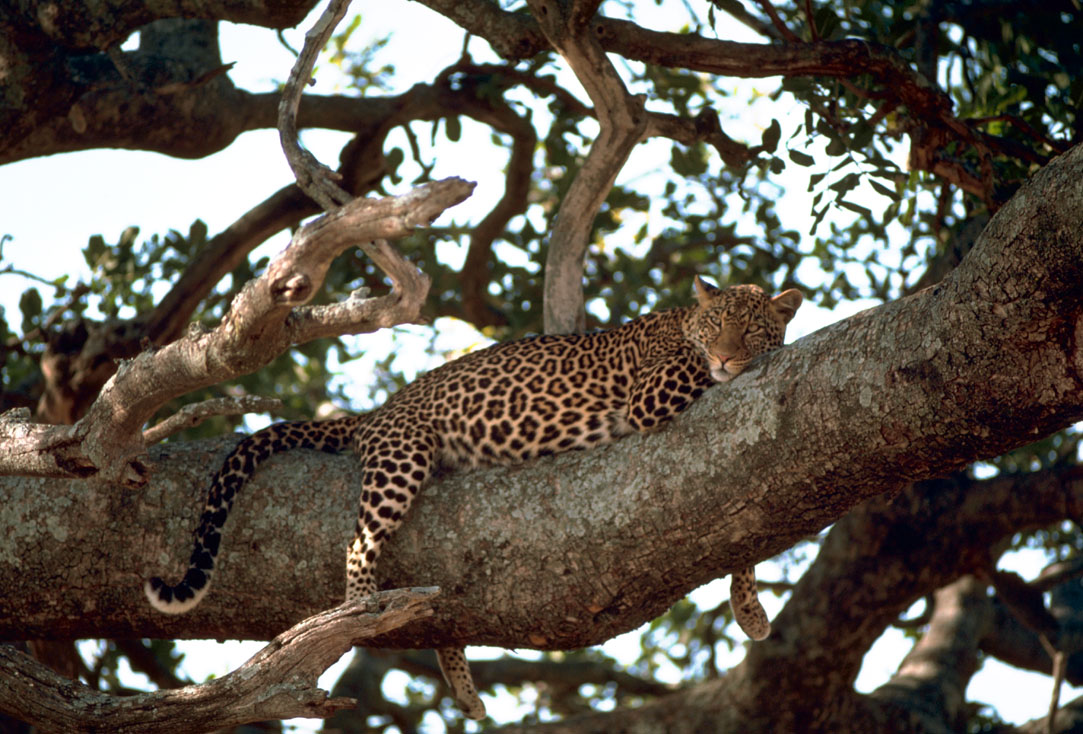
یک پلنگ در حال استراحت روی یک درخت

## نگارخانه

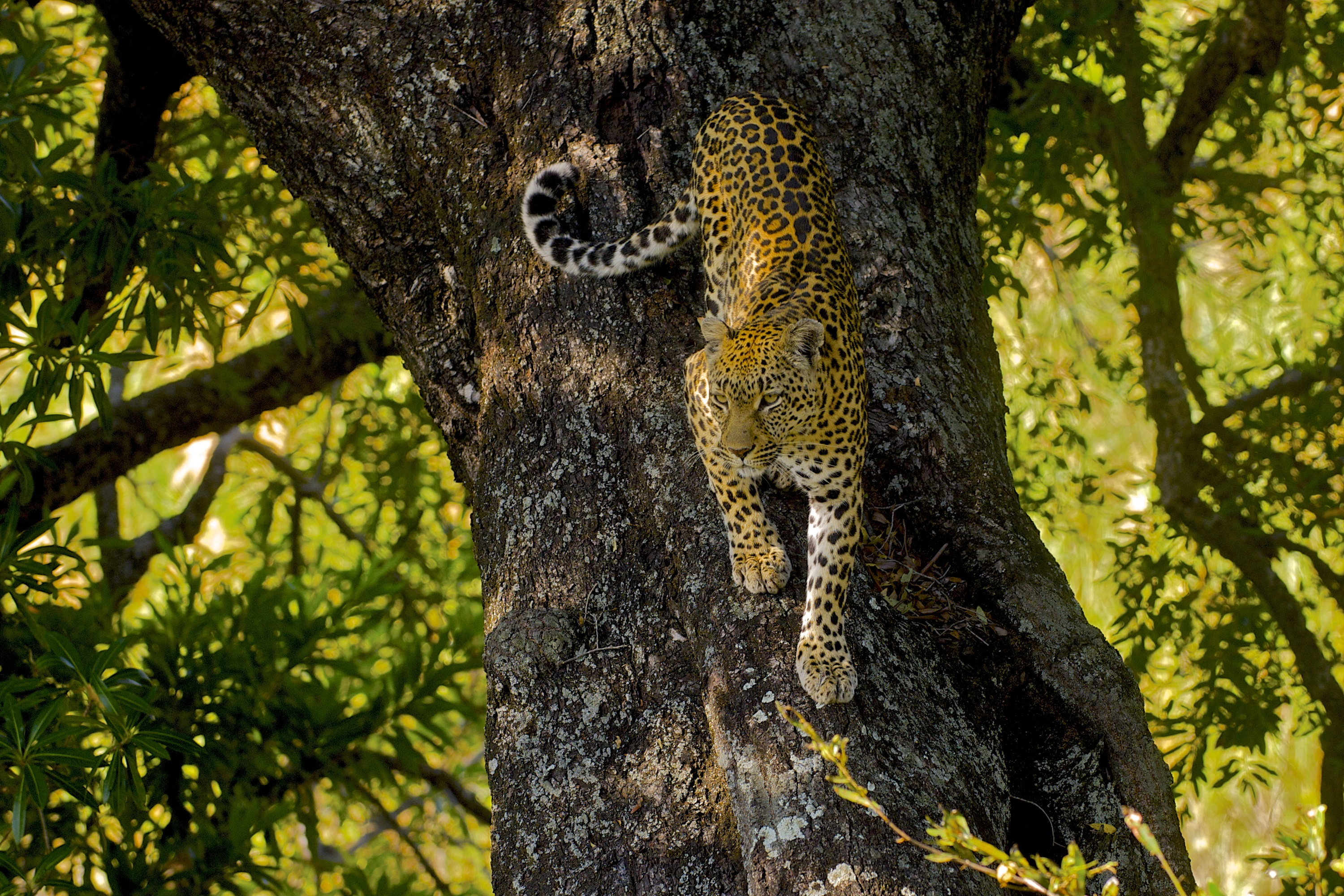
پلنگ بر روی درخت
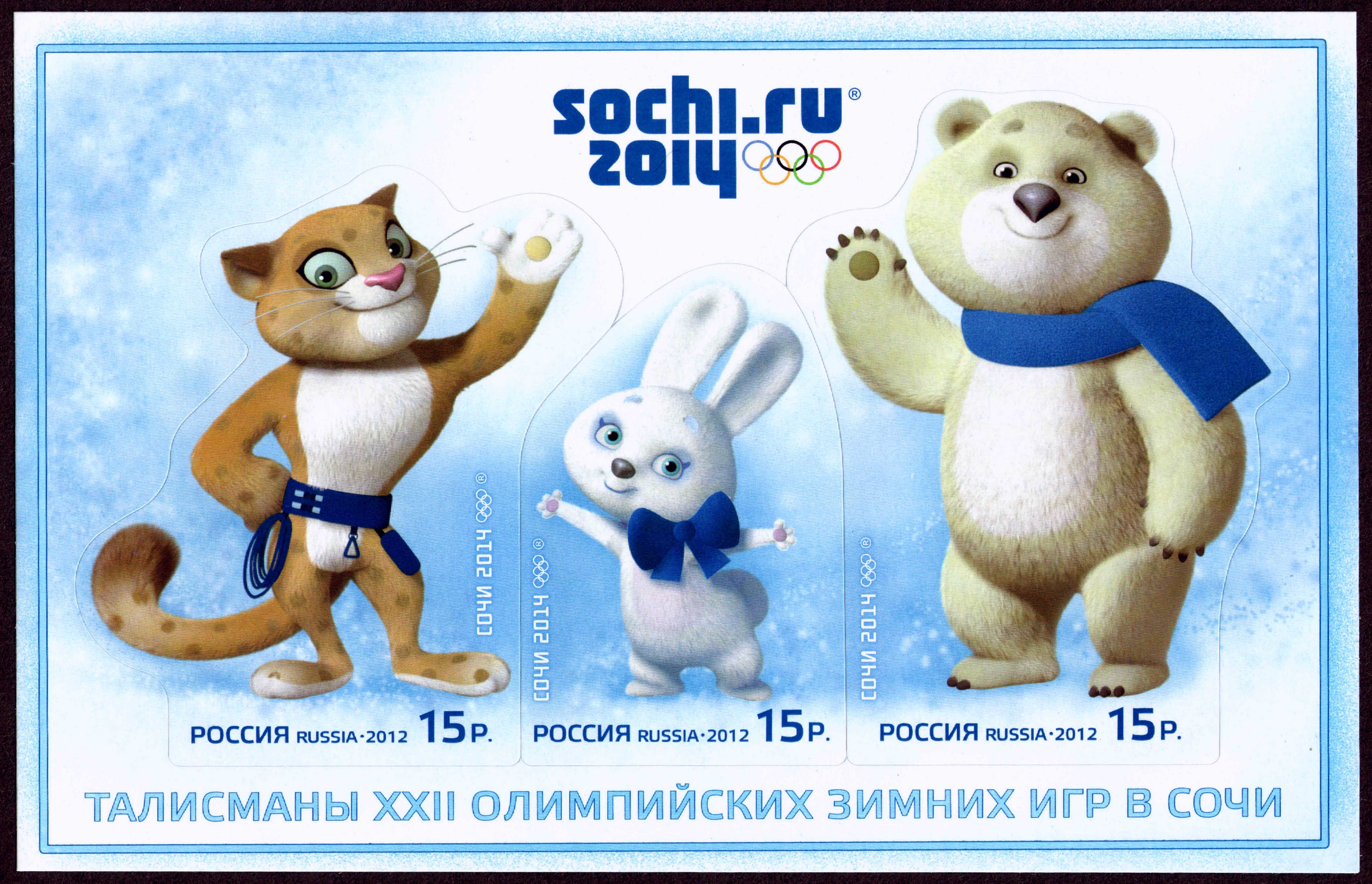
پلنگ (چپ) در کارت یادبود شانس‌بیارهای بازی‌های المپیک زمستانی ۲۰۱۴